# 塞巴斯蒂安·奈特的真实生活
《塞巴斯蒂安·奈特的现实生活》（The Real Life of Sebastian Knight）是弗拉基米尔·纳博科夫的第一部英文小说，1938年底至1939年初在巴黎写作，1941年首次出版。该作品被确定为后现代主义小说的先驱。

## 新的开始
纳博科夫的第一部英文的主要作品是在巴黎匆忙写成的，作者坐在浴室里，手提箱当作写字台使用。在此之前，他已出版了九部俄文小说，使用笔名 V. 西林，关注流亡生活和适应的问题。这是纳博科夫的第一本以自己名字署名的小说，由纽约新方向出版社出版于1941年，销售很慢。在《洛丽塔》取得成功之后，该书于1959年重新出版，这次获得了广泛的好评。

## 情节
叙述者 V.创作他的第一部文学作品，是他的同母异父兄弟，俄罗斯出生的英国小说家塞巴斯蒂安·奈特（1899-1936年）的传记。在探索过程中，他追踪塞巴斯蒂安在剑桥的同学，并采访了其他朋友和熟人。在他的工作过程中，V.还调查了塞巴斯蒂安的书（见下文），并试图驳斥误导《塞巴斯蒂安·奈特的悲剧》的观点，这是奈特的前秘书古德曼先生写的传记，他坚持认为奈特太冷漠，从现实生活被切断了。
V. 总结道，塞巴斯蒂安在与克莱尔·毕晓普长期恋爱后，